# Lista över danska dagstidningar
Detta är en lista över danska dagstidningar.

## Nationella
- B.T.
- Berlingske Tidende
- Dagbladet Børsen
- Ekstra Bladet
- Dagbladet Information
- Jyllands-Posten
- Kristeligt Dagblad
- Politiken
- Erhvervsbladet
- Weekendavisen
- Dagbladet Arbejderen

## Regionala
- Bornholms Tidende
- Dagbladet/Frederiksborg Amts Avis
- Der Nordschleswiger
- Flensborg Avis
- Fyens Stiftstidende
- Fyns Amts Avis
- Helsingør Dagblad
- Herning Folkeblad
- Holbæk Amts Venstreblad
- Horsens Folkeblad
- Jydske Vestkysten
- Kalundborg Folkeblad
- Lolland-Falsters Folketidende
- Midtjyllands Avis
- Nordjyske Stiftstidende
- Randers Amtsavis
- Skive Folkeblad
- Århus Stiftstidende